# Залесье (Тернопольский район)
Залесье (укр. Залісся) — село в Козовской поселковой общине Тернопольского района Тернопольской области Украины.
До 2020 года входило в Козовский район.
Код КОАТУУ — 6123084805. Население по переписи 2001 года составляло 70 человек.

## Географическое положение
Село Залесье находится на расстоянии в 3,5 км от села Конюхи.

## История
- 1462 год — дата основания.